# Crystal Tower
Pour les articles homonymes, voir Crystal Tower (Osaka).
 (septembre 2022).
La Crystal Tower est un gratte-ciel de 240 mètres construit en 2014 à Koweït City au Koweït. 
En 2021, la Gulf Bank ouvre une antenne dans ce bâtiment.